# (473009) 2015 HV40
(473009) 2015 HV40 es un asteroide perteneciente al cinturón exterior de asteroides, descubierto el 19 de marzo de 2009 por el equipo del Spacewatch desde el Observatorio Nacional de Kitt Peak, Arizona, Estados Unidos.

## Designación y nombre
Designado provisionalmente como 2015 HV40.

## Características orbitales
2015 HV40 está situado a una distancia media del Sol de 3,249 ua, pudiendo alejarse hasta 3,521 ua y acercarse hasta 2,977 ua. Su excentricidad es 0,083 y la inclinación orbital 4,369 grados. Emplea 2139 días en completar una órbita alrededor del Sol.

## Características físicas
La magnitud absoluta de 2015 HV40 es 16,4.